# Milada Horáková

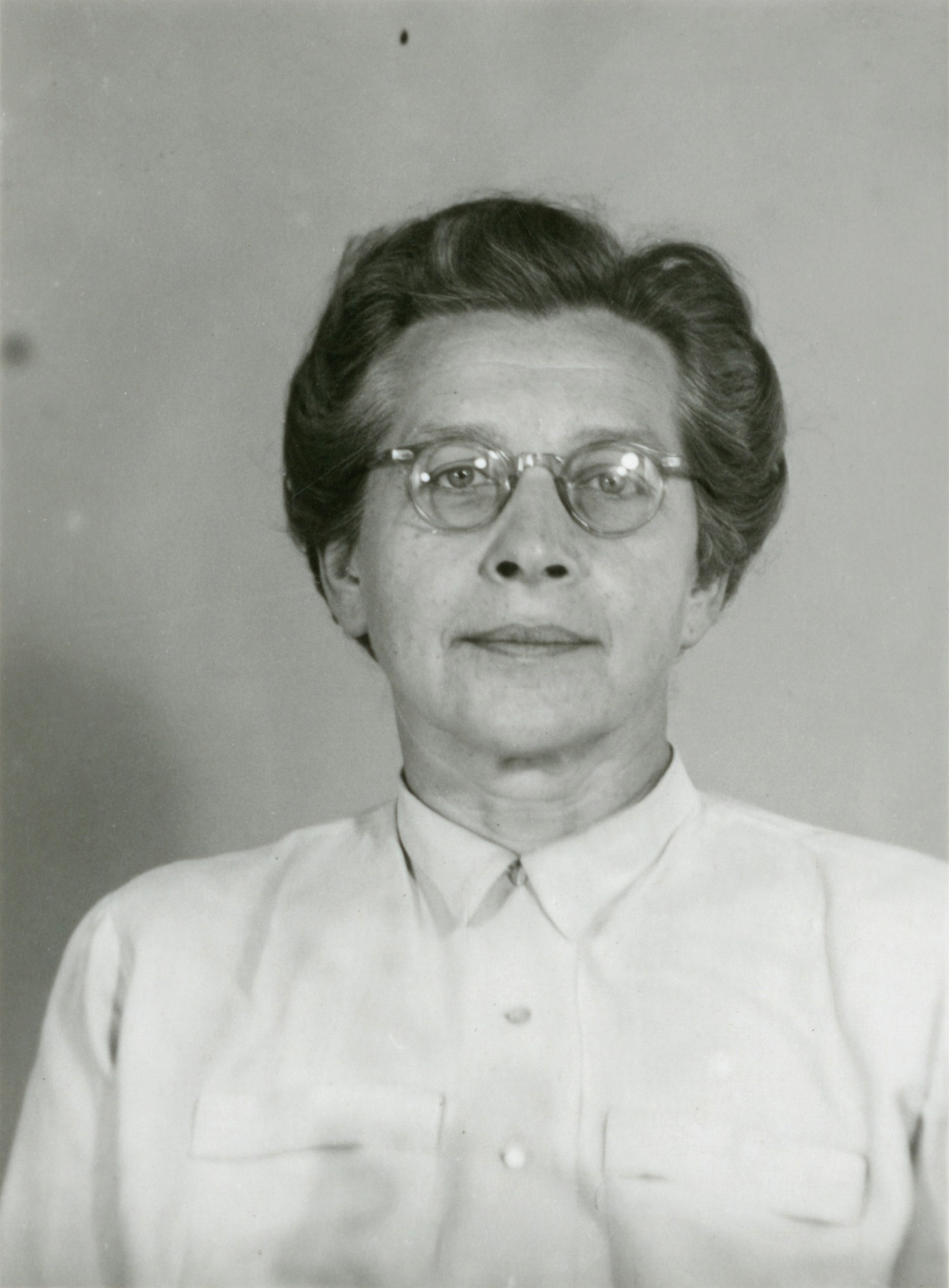
Milada Horáková (1949).

Milada Horáková (n. 25 decembrie 1901, Vinohrady⁠(d), Regatul Boemiei, Austro-Ungaria – d. 27 iunie 1950, Nusle⁠(d), Cehoslovacia) a fost o politiciană cehă executată de comuniști în urma acuzațiilor de conspirație și trădare.

## Biografie
Milada Horáková s-a născut sub numele de Milada Králová la Praga. A studiat dreptul la Universitatea Carolină și a absolvit în 1926. A lucrat apoi în Consiliul Municipal din Praga. În anul în care a absolvit studiile universitare, ea a intrat în Partidul Național-Socialist Cehoslovac, care a fost un adversar puternic al naziștilor, în ciuda asemănărilor de nume cu nazism, care este prescurtarea pentru Național-Socialism sau, în germană Nationalsozialismus.
După ocuparea Cehoslovaciei de către germani în 1939, Horáková s-a alăturat mișcării de rezistență, dar a fost arestată de Gestapo în 1940. Ea a fost inițial condamnată la moarte, dar mai târziu, sentința a fost comutată în cea de închisoare pe viață. A fost trimisă în lagărul de concentrare Terezín și apoi în diferite închisori din Germania.
După eliberare, în mai 1945, Horáková a revenit la Praga și s-a alăturat Partidului Social Democrat. În 1946 a fost aleasă membru al Adunării Naționale Constituante a Cehoslovaciei, dar a demisionat după lovitura de stat comunistă din februarie 1948. Prietenii ei i-au cerut să părăsească Cehoslovacia, dar ea a rămas în țară și a continuat să fie activă pe plan politic.
În 27 septembrie 1949 a fost arestată. Ea a fost în cele din urmă acuzată că ar fi organizatoarea unui presupus complot de răsturnare a regimului comunist. StB, poliția secretă cehoslovacă infamă pentru metodele de interogare brutale, a încercat să o despartă de grupul de presupuși complotiști și să o forțeze să mărturisească trădarea și conspirația, folosind atât tortură fizică, cât și pe cea psihologică.
Procesul Horákovei și a doisprezece dintre colegii ei a început pe 31 mai 1950. Acesta a fost destinat să fie un proces spectacol, precum cele din timpul Marilor Epurări Sovietice din anii 1930. A fost difuzat la radio și chiar supravegheat de către consilierii sovietici. Procurorii statului au fost dr. Josef Urválek și Ludmila Brožová-Polednová, printre alții. Procesul a avut un scenariu pe care toți cei implicați trebuiau să-l urmeze, dar în mai multe rânduri atât procurorii, cât și inculpații au reușit să-și expună sentimentele adevărate. Horáková a rămas fermă și s-a apărat pe sine, precum și idealurile ei, chiar dacă știa că acest lucru i-ar putea înrăutăți condițiile și rezultatul final.
Milada Horáková a fost condamnată la moarte, împreună cu trei coinculpați, pe 8 iunie 1950. Multe personalități proeminente din Occident, mai ales Albert Einstein, Winston Churchill și Eleanor Roosevelt, au semnat o petiție pentru salvarea vieții sale, dar sentința a fost confirmată și a fost executată în închisoarea Pankrác pe 27 iunie 1950 printr-o ștrangulare în mod intenționat lentă și deosebit de chinuitoare, care, potrivit istoricilor a durat 15 minute. Ea avea vârsta de 48 de ani.
În 2005, înregistrarea originală, necenzurată, a procesului a fost găsită de către regizorul Martin Vadas.
I-a supraviețuit fiica sa, Jana (Yana).

## Alți inculpați

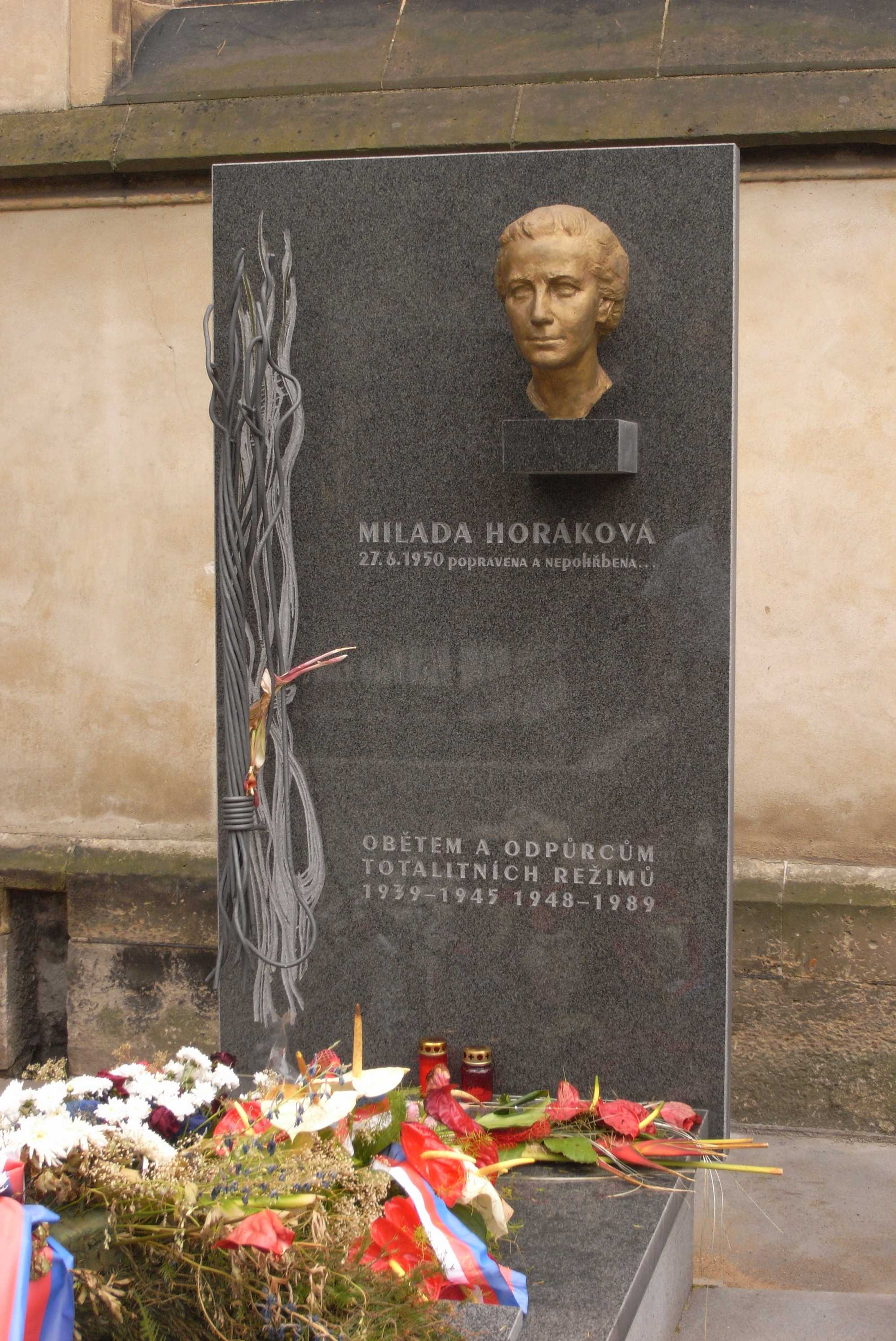
Piatra de mormânt a Miladei Horáková.

- Jan Buchal (1913-1950), ofițer de Securitate a Statului (executat)
- Vojtěch Dundr (1879-1957), fost secretar al Partidului Social Democrat Cehoslovac (15 ani)
- dr. Jiří Hejda (1895-1985), fost proprietar de fabrică (închisoare pe viață)
- dr. Bedřich Hostička (1914-1996), secretar al Partidului Poporului Cehoslovac (28 de ani)
- Záviš Kalandra (1902-1950), jurnalist (executat)
- Antonie Kleinerová (1901-1996), fost membru al Parlamentului din partea Partidului Național-Socialist Cehoslovac (închisoare pe viață)
- dr. Jiří Křížek (1895-1970), avocat (22 de ani)
- dr. Josef Nestával (1900-1976), administrator (închisoare pe viață)
- dr. Oldřich Pecl (1903-1950), fost proprietar de mină (executat)
- profesor dr. Zdeněk Peška (1900-1970), profesor universitar (25 de ani)
- František Přeučil (1907-1996), editor (închisoare pe viață)
- Františka Zemínová (1882-1962), editoare și fost membru al Parlamentului din partea Partidul Național-Socialist Cehoslovac (20 de ani)

Verdictul a fost anulat în iunie 1968, în timpul Primăverii de la Praga, dar din cauza ocupației sovietice a Cehoslovaciei care a urmat, reputația Horákovei nu a fost restabilită deplin până după Revoluția de Catifea din 1989. 27 iunie, ziua executării ei, a fost declarată „Ziua Comemorării Victimelor Regimului Comunist” în Republica Cehă începând din anul 2004. O arteră principală din districtul Praga 6 a fost redenumit în onoarea ei în 1990.
La 11 septembrie 2008, Ludmila Brožová-Polednová (în vârstă de 87 ani), procuroare în cadrul procesului Horáková, a fost condamnată la șase ani de închisoare, după trecerea a 58 de ani de la crima ei.